# Bodiná
Bodiná (maďarsky Bogyós, před rokem 1899 Bogyina) je obec na Slovensku v okrese Považská Bystrica. Žije zde 480 obyvatel. První písemná zmínka o obci pochází z roku 1345. V obci je římskokatolický kostel Panny Marie Královny andělů z 16. století.